# Damnatio memoriae

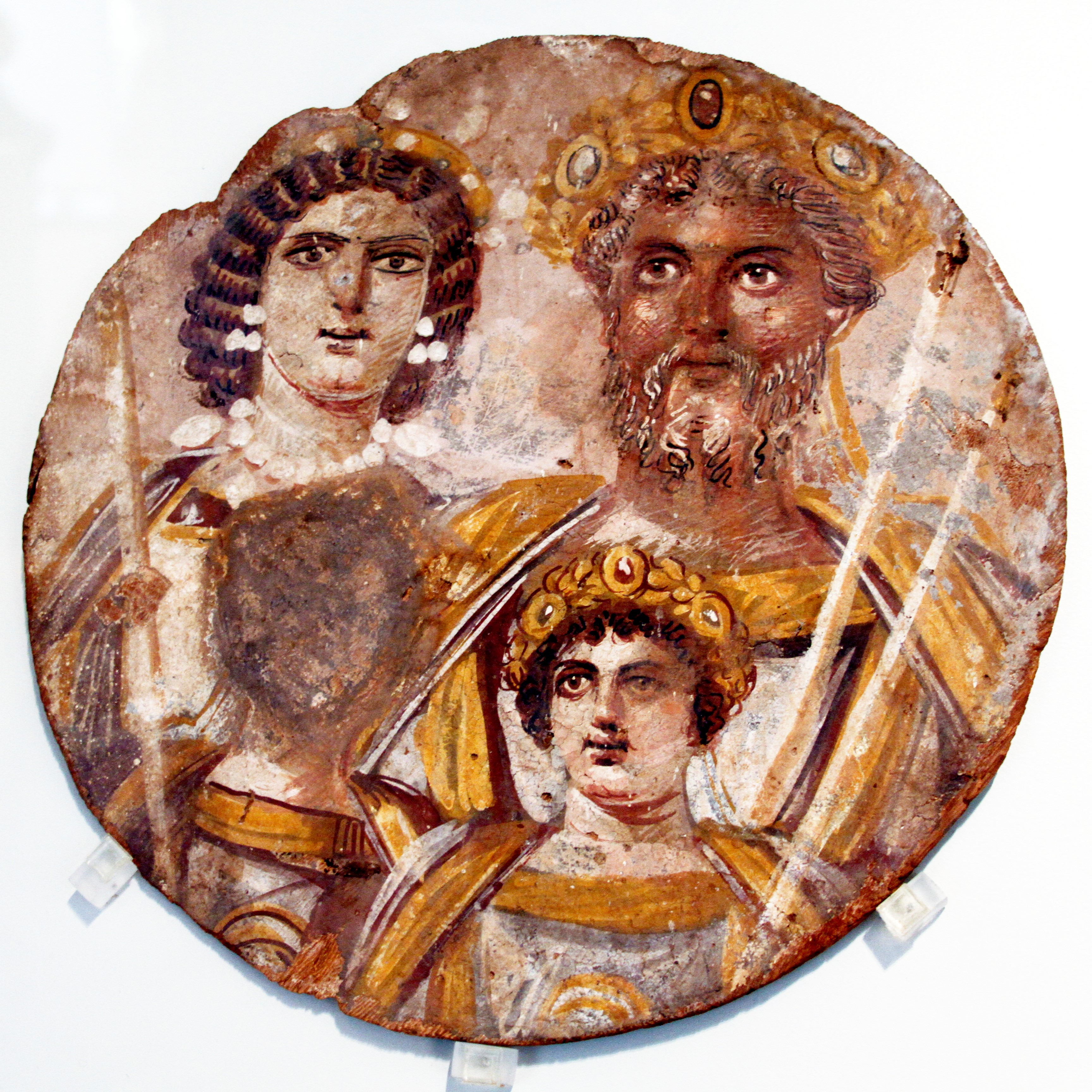
Portret rodziny Septymiusza Sewera z zatartym wizerunkiem Gety

Damnatio memoriae (łac. „potępienie pamięci”) – zjawisko oznaczające usunięcia z dokumentów, pomników i innych świadectw kultury materialnej imion, nazw i wizerunków osób oraz wydarzeń skazanych na zapomnienie.
Chociaż termin damnatio memoriae jest łaciński, to w czasach rzymskich stosowano na tę praktykę określenia memoria damnata lub abolitio memoriae, a po raz pierwszy we współcześnie używanej formie pojawił się w rozprawie napisanej w Niemczech w 1689 r.

## Starożytność

### Bliski Wschód
Najbardziej znane (zachowane do dziś) przykłady zniszczenia pamięci w starożytności dotyczą skuwania kamiennych inskrypcji lub celowego pomijania w nich pewnych informacji. Według Stefana Zawadzkiego, najstarsze znane przykłady takich praktyk pochodzą z ok. 2000-3000 lat p.n.e. Przytacza on przykład Lagasz (starożytnego miasta-państwa założonego przez Sumerów w południowej Mezopotamii), gdzie zachowane inskrypcje dotyczące konfliktu z innym miastem-państwem, Ummą, nie przytaczają imienia władcy Ummy, tylko określają go jako „człowieka z Ummy”, co według Zawadzkiego jest przykładem celowej degradacji władcy Ummy do roli osoby niegodnej, by utrwalić jej imię i pozycję w historii.
Idea damnatio memoriae znana była w starożytnym Egipcie; jej ofiarą stał się m.in. faraon Aj, którego następca rozkazał zniszczenie wzmianek i pamiątek po swoim poprzedniku. Celowemu zniszczeniu uległy także inskrypcje w Asyrii ok. 1000 lat p.n.e.

### Grecja i Rzym
Ta kara była stosowana także w starożytnej Grecji. W starożytnym Rzymie nakładana za przestępstwa przeciwko godności ludu rzymskiego (crimen maiestatis). Polegała na wymazaniu skazanego z pamięci potomnych, zakazie noszenia jego nazwiska przez potomków i na zniszczeniu jego wszelkich wizerunków.
W okresie cesarstwa potępienie pamięci stosowane było wobec szczególnie znienawidzonych cezarów. Po uchwaleniu przez senat damnatio memoriae posągi potępionego cesarza były niszczone, jego imię skuwane ze wszystkich inskrypcji. Przestawały obowiązywać, ze skutkiem wstecz, wszystkie jego decyzje, zarówno dotyczące spraw indywidualnych jak i wydane przez skazanego prawa. Rzymianie, zdając sobie sprawę z ogromnego zamieszania, które wprowadziłoby rzeczywiste wykonanie ostatniego nakazu, wykazując tu również swój zmysł praktyczny poprzestawali na wymazaniu imienia skazańca z dokumentów i nazw aktów prawnych.
Pierwszym cesarzem, którego spotkała ta kara był Kaligula. Później dotknęła m.in. Nerona, Domicjana, Getę, Maksymina Traka wraz z synem, Pupienusa i innych. Niektórzy, jak Karakalla, Kommodus czy Gordian II byli później rehabilitowani. W późniejszym okresie prawie każdy cesarz po śmierci dostępował albo deifikacji (apoteoza, consecratio) albo, zwłaszcza gdy nie zapisał się dobrze w pamięci senatu lub nie miał krewnych wśród następnych imperatorów, był skazywany na damnatio memoriae.
Na zapomnienie została również skazana Messalina, rozpustna żona cesarza Klaudiusza. Ostatni raz damnatio memoriae zastosowano wobec cesarza zachodniorzymskiego Magnusa Maksymusa w IV w. n.e.

## Polska
W Polsce kara ta spotkała księcia Bezpryma, którego Gall Anonim nie wspomina w swojej kronice. Innym władcą Polski, opisywanym w kontekście damnatio memoriae, jest Wacław III z czeskiej dynastii Przemyślidów. Zarówno Bezprym jak i Wacław III (władający Polską w latach, odpowiednio, 1031–1032 i 1305–1306) nie są wymienieni w większości popularnych pocztów władców Polski, takich jak poczet Matejki, i do dzisiaj należą do zapomnianych władców polskich.  
Kronika Wielkopolska wspomina też o królu Polski, Bolesławie Zapomnianym, który miał rzekomo być skazany na taką karę. W XIX i XX w. istnienie tej postaci było obiektem sporu naukowego w polskiej mediewistyce, obecnie jednak uznaje się, że wzmianka o Bolesławie była raczej wynikiem wymysłu lub błędu kronikarza.
Innym elementem historii Polski, który spotkało wymazanie z pamięci, są tradycje pogańskie, które były niewygodne dla chrześcijańskich kronikarzy dziejów i kultury polskiej.

## ZSRR
Metoda ta była powszechnie stosowania w ZSRR. Częste były m.in. przypadki retuszowania zdjęć i usuwania z nich notabli, którzy wypadli z łask; np. Trockiego. Niesławny stał się przykład Berii (wkrótce po jego rozstrzelaniu w 1953 roku, subskrybenci Wielkiej Encyklopedii Sowieckiej zostali pouczeni, żeby za pomocą „scyzoryka lub żyletki” usunęli z książek hasło „Beria” i w to miejsce wkleili nadesłane im hasło „Beringa Morze”.